# Unipotentes Element
In der Algebra ist der Begriff unipotentes Element eine Verallgemeinerung der aus der linearen Algebra bekannten unipotenten Matrizen, zum Beispiel der oberen Dreiecksmatrizen mit Einsen auf der Hauptdiagonale.

## Definition
Es sei {\displaystyle R} ein Ring mit Einselement {\displaystyle 1}. Ein Element {\displaystyle r\in R} heißt unipotent, wenn {\displaystyle r-1} nilpotent ist, das heißt, wenn
{\displaystyle (r-1)^{n}=0}
für ein {\displaystyle n\in \mathbb {N} } ist.

## Unipotente Matrizen
Für einen Ring {\displaystyle R} und {\displaystyle m\in \mathbb {N} } bilden die quadratischen Matrizen {\displaystyle \mathrm {Mat} (m,R)} ebenfalls einen Ring. In diesem Matrizenring ist die Einheitsmatrix {\displaystyle I_{m}} das Einselement. Die unipotenten Elemente in diesem Ring heißen unipotente Matrizen. Beispielsweise sind alle oberen Dreiecksmatrizen {\displaystyle A}, die auf der Diagonale nur Einsen aufweisen, unipotent, denn sie erfüllen
{\displaystyle (A-I_{m})^{m}=0}.

## Unipotente Operatoren
Ein auf einem Vektorraum oder Modul wirkender Operator {\displaystyle T} heißt unipotent, wenn
{\displaystyle (T-\mathrm {Id} )^{n}=0}
für ein {\displaystyle n\in \mathbb {N} } gilt. Er heißt lokal unipotent, wenn seine Einschränkung auf jeden {\displaystyle T}-invarianten endlichdimensionalen Unterraum unipotent ist.
Jeder Automorphismus {\displaystyle S} eines endlichdimensionalen Vektorraums {\displaystyle V} über einem algebraisch abgeschlossenen Körper besitzt eine eindeutige multiplikative Jordan-Chevalley-Zerlegung der Form
{\displaystyle S=S_{d}\circ S_{u}=S_{u}\circ S_{d}},
wobei {\displaystyle S_{d}} ein halbeinfacher (diagonalisierbarer) und {\displaystyle S_{u}} ein unipotenter Automorphismus sind. Ist {\displaystyle W} ein {\displaystyle S}-stabiler Untervektorraum von {\displaystyle V}, dann ist {\displaystyle W} auch {\displaystyle S_{d}}- und {\displaystyle S_{u}}-stabil mit der Zerlegung
{\displaystyle S|_{W}=S_{d}|_{W}\circ S_{u}|_{W}=S_{u}|_{W}\circ S_{d}|_{W}}.

## Unipotente algebraische Gruppen
Ein Element {\displaystyle g} einer algebraischen Gruppe {\displaystyle G}  heißt unipotent, wenn der durch Rechts-Multiplikation mit {\displaystyle g} auf dem Koordinatenring {\displaystyle A\left[G\right]} definierte Operator lokal unipotent ist.
Eine algebraische Gruppe {\displaystyle G} über einem Körper {\displaystyle K} heißt unipotent, wenn alle ihre Elemente {\displaystyle g\in G} unipotent sind. Insbesondere gilt dann für jede Darstellung {\displaystyle \rho \colon G\to \mathrm {GL} (n,R)}, dass {\displaystyle \rho (g)} eine unipotente Matrix ist.
Eine algebraische Gruppe ist genau dann unipotent, wenn sie zu einer abgeschlossenen Untergruppe einer Gruppe oberer Dreiecksmatrizen mit Einsen auf den Diagonalen isomorph ist.
Unipotente algebraische Gruppen {\displaystyle G} werden durch folgende Eigenschaft charakterisiert: für jede lineare Wirkung von {\displaystyle G} auf einem endlich-dimensionalen Vektorraum {\displaystyle V} gibt es einen Vektor {\displaystyle v\in V\setminus \left\{0\right\}} mit
{\displaystyle \forall g\in G\colon gv=v}.